# روفوس هارلي
روفوس هارلي (بالإنجليزية: Rufus Harley)‏ هو عازف ساكسفون أمريكي، ولد في 20 مايو 1936 في رالي في الولايات المتحدة، وتوفي في 1 أغسطس 2006 في Jefferson Einstein Hospital ‏ في الولايات المتحدة بسبب سرطان البروستاتا.

## وصلات خارجية
- روفوس هارلي على موقع IMDb (الإنجليزية)
- روفوس هارلي على موقع ميوزك برينز (الإنجليزية)
- روفوس هارلي على موقع أول ميوزيك (الإنجليزية)
- روفوس هارلي على موقع ديسكوغز (الإنجليزية)